# Amiante
Pour les articles homonymes, voir Amiante (homonymie).
L'amiante (nom masculin), anciennement nommé « asbeste », est un terme désignant certains minéraux à texture fibreuse utilisés dans l’industrie. Ce sont des silicates magnésiens ou calciques formant un agglomérat de fibrilles élémentaires extrêmement fines ayant des propriétés physiques et chimiques particulières (matériau réfractaire présentant une résistance aux températures extrêmes, incombustibilité, résistance mécanique élevée à la traction, résistance électrique élevée, résistance aux agressions chimiques et aux micro-organismes, pouvoir absorbant, flexibilité, facilité à être tissé).
L'amiante a attiré l'attention de certains industriels à la fin du XIXe siècle pour ses nombreuses propriétés.
Sous sa forme friable, il a été utilisé dans de nombreux calorifugeages et flocages, ainsi qu'en feuilles, feutres, colles, mastics, plaques cartonnées, tressé ou tissé. On le trouve aussi (forme non friable) incorporé dans des produits en ciment (amiante-ciment) ou dans des liants divers (colles, peintures, joints, mortiers à base de plâtre, béton bitumineux, matériaux de friction et même asphaltes routiers ou d'étanchéité, etc.). Il a aussi été utilisé pour les patins de frein ou en garniture de chaudière ou fours électriques, ou encore dans diverses installations électriques (ex. : plaques chauffantes) pour ses capacités d'isolation électrique à forte température. Il a été massivement utilisé dans les bâtiments pour ses propriétés ignifuges, isolantes, sa flexibilité, sa résistance à la tension et parfois pour sa résistance aux produits chimiques.
Cependant, ce matériau est toxique. Sa dangerosité est connue depuis l'Antiquité : Pline l'Ancien l'évoque chez les esclaves romains dès le Ier siècle. L'inhalation de fibres d'amiante est à l'origine de l'asbestose (fibrose pulmonaire) ; de cancers du poumon, ainsi que de cancers de la plèvre (mésothéliome), de cancers du larynx et des voies digestives. En 2017, selon l’Anses, deux nouvelles études, menées en 2015 et en 2017 et basées sur des cohortes de grande taille (respectivement 2 024 personnes et 14 515 hommes), ont prouvé un lien entre ingestion d'amiante et cancer colorectal (avec une relation dose-réponse) et laissent soupçonner des liens avec deux autres cancers digestifs, le cancer de l'estomac et le cancer de l'œsophage. Les victimes sont principalement les « travailleurs de l'amiante », mais aussi des personnes exposées de manière environnementale et souvent à leur insu.
Le danger était établi par des études scientifiques dès les années 1890 pour l'inhalation mais il a fallu près d'un siècle (au cours des années 1980 et années 1990) pour que l'utilisation d'amiante soit interdite dans de nombreux pays, retard qui a été et sera encore la cause de la mort de dizaines de milliers de personnes. « Toute intervention sur ces matériaux peut émettre des particules et poussières dangereuses » rappelle l'INRS.
L'amiante a été utilisé en grande quantité dans les bâtiments sous forme d'amiante-ciment (plaques de toitures, conduits de ventilation, panneaux de façades légères, colles à carrelages et sols souples, enduits, etc.). Tous les bâtiments construits en France entre le début du XXe siècle et l'interdiction en 1997 sont susceptibles d'en contenir dans des quantités variables. Toute opération de travaux sur des bâtiments construits avant l'interdiction de l'amiante doit donc donner lieu à un repérage et une analyse des matériaux pouvant contenir de l'amiante sur toutes les parties concernées par les travaux. En cas de présence d'amiante, le chantier doit être réalisé suivant un processus établi et validé à l'avance pour la protection des travailleurs, des passants, de l'environnement, et le stockage et le retraitement des éventuels déchets amiantés.

## Catégories d'amiante
Les diverses catégories d’amiante correspondent à plusieurs espèces minérales :
- amiante serpentinique (groupe des serpentines) :
  - chrysotile ou amiante blanc ;
- amiantes amphiboliques (groupe des amphiboles) :
  - crocidolite ou amiante bleu,
  - amosite ou amiante brun,
  - actinote,
  - anthophyllite,
  - trémolite.

## Propriétés physiques
La masse volumique de l'amiante en fibres est de 1 400 kg/m3 avec une conductivité thermique de 0,168 W/(m K), et une chaleur massique de 1 045 J/(kg K).
L'amiante est un excellent matériau d'isolation thermique ignifuge. Les caractéristiques physico-chimiques (point de fusion, résistance à la traction, stabilité chimique, aptitude au filage, etc.) des amiantes en font un produit exceptionnel par rapport aux fibres artificielles comme la fibre de verre ou la laine de roche et le Kevlar.
Ce sont ses caractéristiques physico-chimiques de résistance et de persistance dans l'organisme, associées à une capacité à se fractionner en particules microscopiques pour atteindre les alvéoles pulmonaires, et même migrer jusqu’à la plèvre, qui rendent pathogène l’inhalation de particules d’amiante.
Avec le verre, l'amiante est un des rares constituants de textiles d'origine minérale.

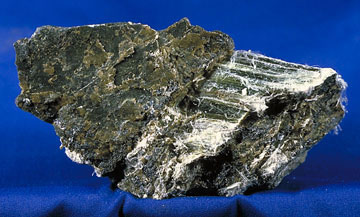
Amiante.
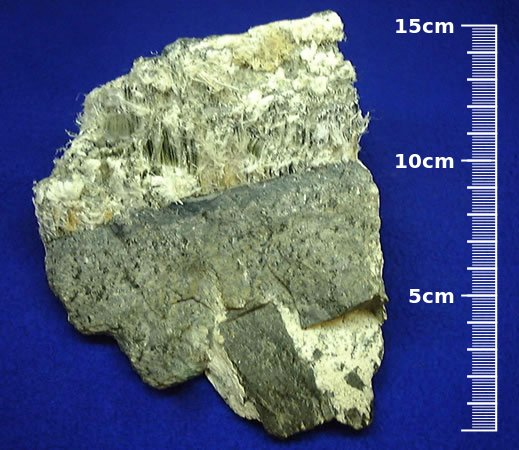
Amiante.
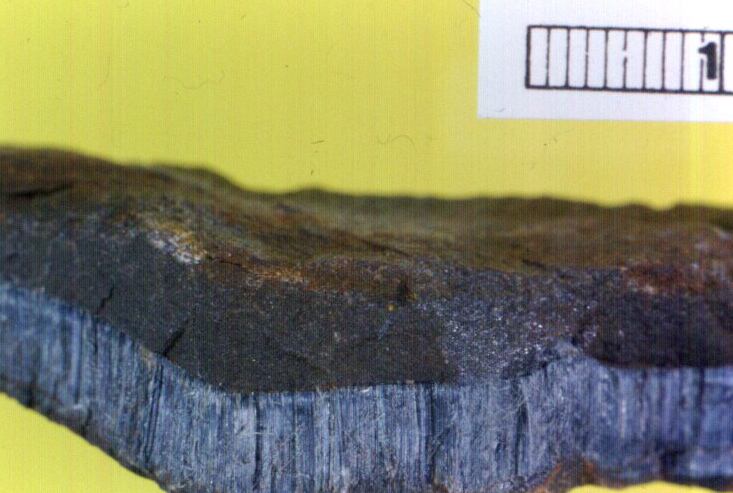
Amiante bleu (crocidolite) provenant de Wittenoom (Australie de l'Ouest). La règle mesure 1 cm.
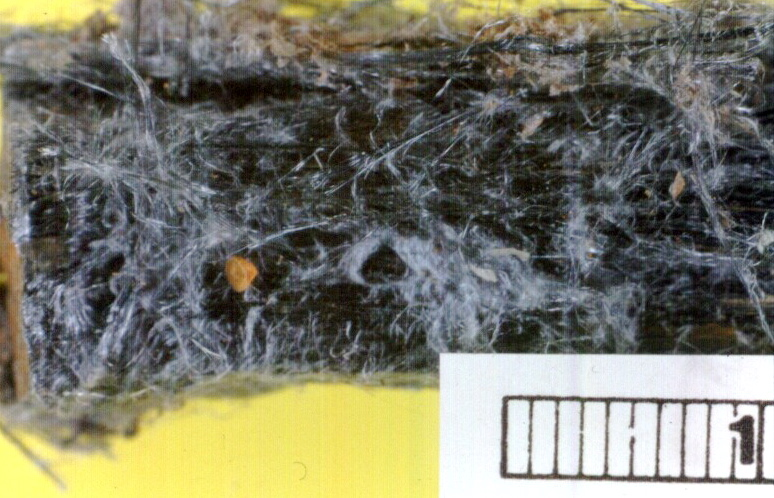
Amiante bleu montrant la texture fibreuse du minéral.

## Économie

### Gisements
L'amiante est exploité dans des mines, il se présente sous plusieurs formes selon son origine ; par exemple, les gisements du Québec sont riches en chrysotiles, alors que l'on rencontre principalement de la crocidolite au Brésil.

### Production mondiale en chiffres
En 2009, les plus gros producteurs sont, par ordre décroissant d'importance, la Russie, la Chine, le Brésil, le Kazakhstan et le Canada.
Pays producteurs en 2011 :
1. Russie : 1 000 000 t ;
2. Chine : 440 000 t ;
3. Brésil : 302 000 t ;
4. Kazakhstan : 223 000 t ;
5. Canada : 50 000 t.

En 1977, ces cinq pays et le Zimbabwe assuraient près de 90 % de la production mondiale.

#### Production française
Avant l'interdiction de l'amiante, le principal producteur a été l'entreprise Eternit avec cinq usines principales à Vitry-en-Charollais (Saône-et-Loire), Valenciennes-Thiant (Nord), Martigues (Bouches-du-Rhône), Albi (Tarn) et Saint-Grégoire (Ille-et-Vilaine) ainsi qu'une mine à Canari (Haute-Corse).

#### Production québécoise

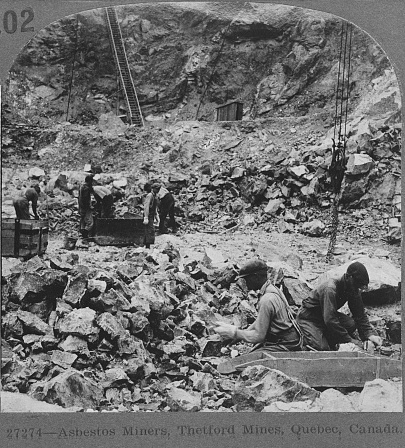
Production d'amiante dans une mine de Thetford Mines, durant les années 1920.

Le chrysotile a été exploité dans les Appalaches québécoises à partir de 1877. Le Québec est ensuite devenu le plus grand producteur d'amiante au monde. L'industrie fut contestée à partir des années 1970 et déclina lentement par la suite. En septembre 2012, immédiatement après l'élection du Parti québécois (PQ), le gouvernement québécois a annulé la subvention accordée par le Parti libéral du Québec (PLQ) visant à garder ouverte la dernière mine de chrysotile du Québec.

### Consommation mondiale
Pays consommateurs en 2011 :
1. Chine : 640 000 t ;
2. Inde : 320 000 t ;
3. Russie : 251 000 t ;
4. Brésil : 185 000 t ;
5. Kazakhstan : 155 000 t ;
6. Indonésie : 120 000 t.

En 1977, le chrysotile comptait pour 99 % de la consommation industrielle.

## Utilisations

### Usages historiques
L'usage des amiantes date d'il y a plus de 4 500 ans quand les habitants de la région du lac Juojärvi en Finlande renforçaient des pots de céramique et des ustensiles avec l'amiante. Leurs propriétés incombustibles utilisées pour les vêtements funéraires (pratique des bûchers funéraires ou de la crémation au cours desquels on enveloppait les corps des rois dans des linceuls afin de recueillir leurs cendres pures de tout mélange) ou les mèches des lampes à huile à mèche, n'ont pas manqué d'intéresser les Grecs qui le nomment άσβεστος / ásbestos, c’est-à-dire « inextinguible » mais aussi chrysotile (fibre d’or, de χρυσός / chrusós, « or »).
Les auteurs antiques en connaissent déjà les dangers ; Pline l'Ancien (qui popularise le terme amiantus), qui s’extasie devant ses propriétés, remarque aussi les dommages aux poumons dont souffrent des esclaves chargés du tissage de vêtements d’amiante. Ces étoffes étaient utilisées par les plus aisés parmi les Romains et les Perses comme nappes, que l’on nettoyait en les jetant au feu d’où elles sortaient indemnes. Charlemagne en aurait eu une en sa possession, et aurait intrigué ses invités en jetant une nappe d'amiante sale au feu pour la nettoyer.
Marco Polo fait état d’une telle pratique en Dzoungarie (province au nord-ouest de la Chine).
En Corse, les potiers utilisent les fibres d’amiante mêlées à l’argile pour la confection de marmites depuis le XIVe siècle.
En France, un dictionnaire du XVIIIe siècle cite aussi le « liège fossile » ou « liège de montagne ».
Son usage se développe surtout à la révolution industrielle en raison de sa résistance au feu et sa résistance thermique, chimique et mécanique qui lui confèrent le statut de « matériau miracle » (magic mineral). Les chrysotiles du Québec sont découverts en 1875. Les mines de crocidolite du Cap sont ouvertes en 1893.
Durant la Première Guerre mondiale, il est très utilisé par les armées et soldats, il est ensuite utilisé lors de la reconstruction et à partir de la fin de la Seconde Guerre mondiale, il se répand de manière intensive dans les produits manufacturés de grande consommation (amiante en fibres en vrac, en plaques, en feuilles, tressées ou tissées, dans les liants, fibrociment).
Lors du tournage du film "Le Magicien d'Oz" (1939), la neige tombant dans la célèbre scène du champ de coquelicots était faite à partir de flocons d’amiante au chrysotile malgré la dangerosité du produit.

### Utilisations modernes

#### Utilisations avant les restrictions et interdictions de l'amiante
Isolation thermique

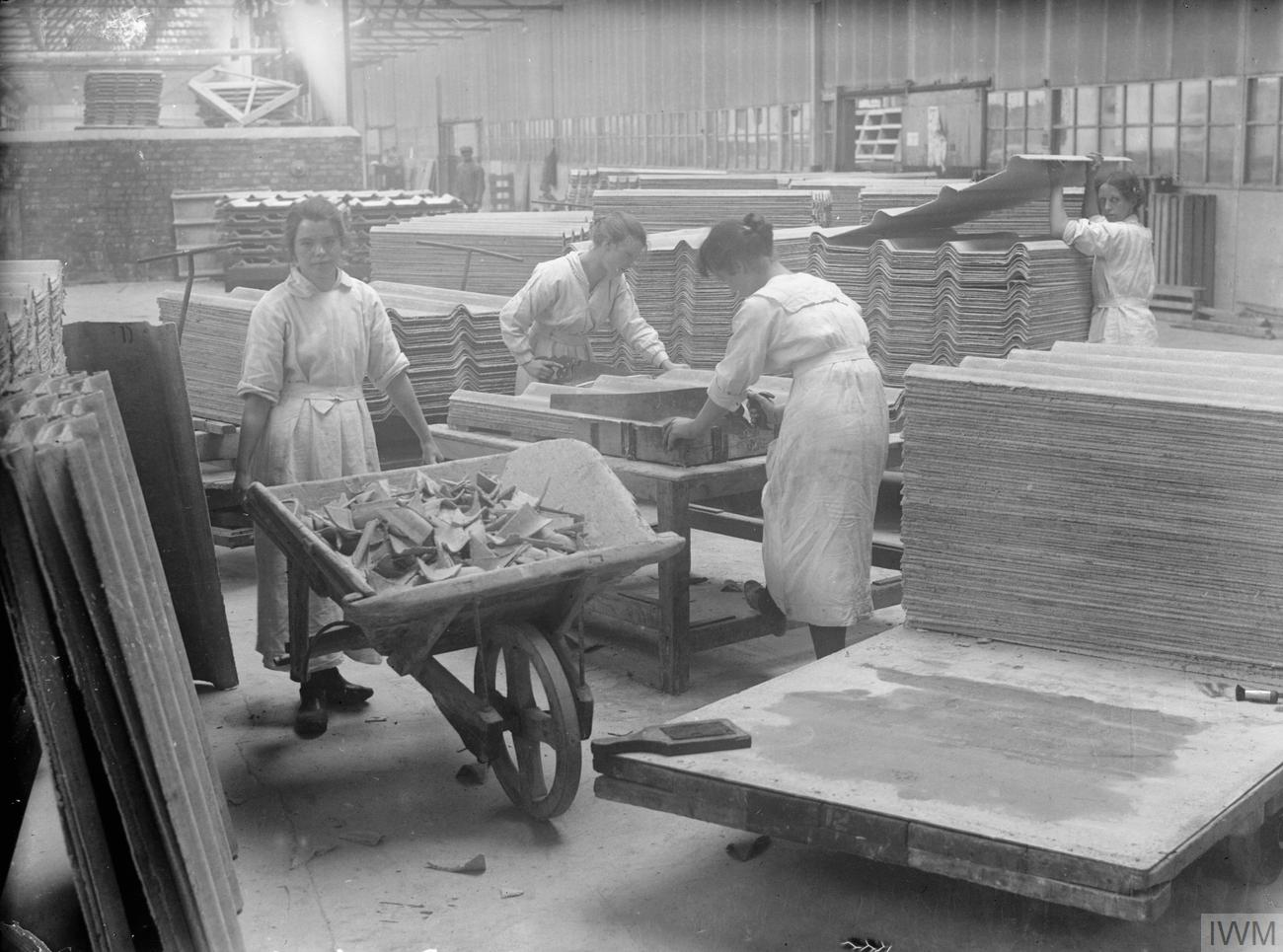
Industrie de l'amiante. Panneau de toiture en amiante-ciment durant la Première Guerre mondiale.

L'amiante a été utilisé très tôt dans l’industrie pour l’isolation, les joints ou encore les garnitures de friction (embrayage et plaquette de frein). Le coût faible de production (environ cinq fois moindre que les fibres minérales artificielles) fait que ce matériau a aussi été fortement utilisé, notamment dans le BTP entre 1960 et 1980.
Amiante-ciment
L'application récente la plus répandue est l’amiante-ciment qui représente 90 % de l'utilisation de l'amiante. Ce produit très utilisé dans le secteur du bâtiment a contenu de l’amiante jusqu’à fin 1996. Il fut le produit phare de Eternit Suisse (l'amiante étant connu sous le nom d'Eternit), dont l'ex-PDG a été inculpé fin 2009 en Italie dans le cadre de négligence concernant l'exposition à l'amiante de ses ouvriers. Certains murs antibruit (dits « murs coupe-son » au Québec) ont été construits en chrysotile-ciment.
Amiante routier
Dans les années 1980, on a, dans plusieurs pays, développé et utilisé des formules d'enrobés minces où étaient incorporées (au stade du malaxage des agrégats chauds et du bitume fondu) des fibres d'amiante. Ces dernières devaient renforcer la résistance du mélange face à l'abrasion et l'échauffement, et l'autoréparation des fissures de l'enrobé exposé au soleil d'été dans les pays assez chauds pour que l'asphalte ramollisse ou fonde. L'amiante a ainsi été utilisé en quantités importantes dans les aménagements routiers ou autoroutiers de divers pays dans certains « revêtements routiers de bitume chargé à l'amiante » parfois dit EBCA (pour « enrobés bitumineux contenant de l'amiante »),.
En bordure de route, dans les aires de service, station-service, etc., de l’asphalte amianté a potentiellement aussi pu être utilisé pour étancher des dalles en béton ou sous forme de « dalles asphalte-amiante (bitume ou résine de coumarone) » ainsi que des produits de collage pour ces dalles, dont certains, notamment des produits noirs à base de bitume, pouvaient éventuellement contenir de l’amiante (1 à 10 %).

##### Au Québec

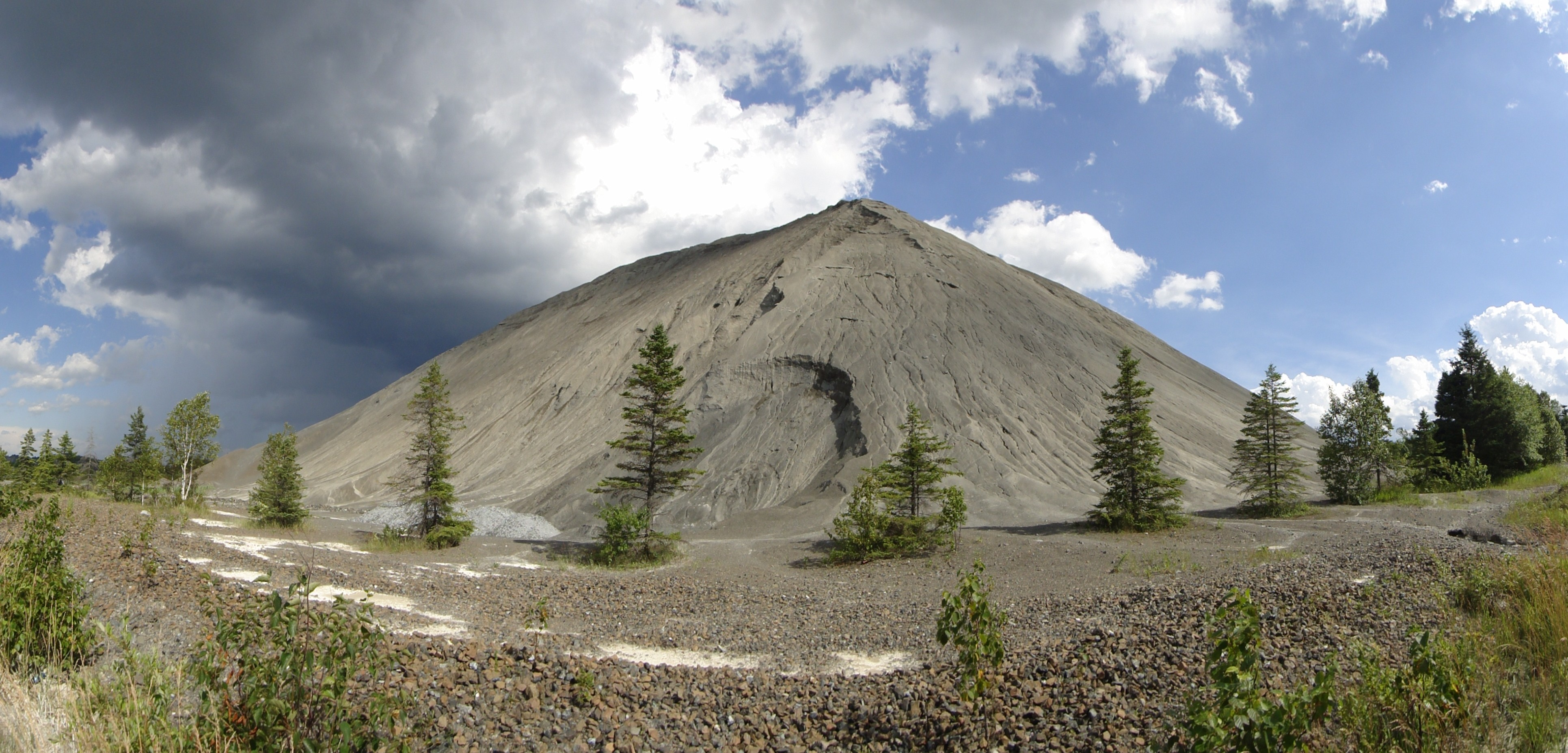
Résidus miniers de la mine Black Lake à Thetford Mines, au Québec

Au Québec, « bien qu’il soit possible d’identifier les tronçons routiers comportant des EBCA sous la responsabilité du MTQ, il est actuellement impossible de connaître les tronçons où des EBCA sont appliqués par les services de voirie de certaines villes et municipalités ». L’EBCA contiendrait selon un accord passé entre les producteurs d’amiante québécois et le gouvernement environ 1,3 % d’amiante chrysotile (mais selon ce même accord, depuis 1988, le ministère des Transports québécois (MTQ) a expérimenté « divers enrobés additionnés de fibres d’amiante chrysotile ». Ce sont ainsi au Québec « 500 000 tonnes d’enrobé additionné de fibres d’amiante chrysotile incorporant près de 7 000 tonnes d’amiante chrysotile » qui auraient été utilisées. « Durant la saison 2001, le ministère a également mis en place quelque 130 000 tonnes d'enrobé bitumineux à l'amiante chrysotile. Le ministère des Transports pourrait ainsi contribuer à hausser la consommation annuelle de cette fibre au Québec de 1 300 tonnes pour chaque tranche additionnelle de 100 000 tonnes d’enrobé de ce type appliqué sur les routes du Québec ». En 2009, l'Institut national de santé publique du Québec (INSPQ) a aussi détecté « des fibres d'actinolite dans quelques prélèvements effectués lors d’opérations de retrait d’EBCA ».
Au Québec, le ministère des Transports a estimé que 1 345 km de routes étaient amiantés, et que tôt ou tard, cet asphalte devra être remplacé. « Dans l'ensemble des mesures, enlever et disposer des enrobés contenant des fibres d'amiante, on parle de 10 à 15 fois le coût traditionnel d'enlèvement d'un enrobé conventionnel ».
Pour soutenir l’industrie nationale de l’amiante, la province de Québec ne veut pas bannir l'usage de l'amiante dans les routes (« le premier ministre [d'alors] Jean Charest a réitéré son appui à l'industrie du chrysotile »). Et en juin 2002, pour soutenir deux entreprises minières « produisant annuellement au Québec environ 300 000 tonnes d’amiantes chrysotile, d’une valeur de quelque 130 millions de dollars », une « Politique d’utilisation accrue et sécuritaire de l’amiante chrysotile au Québec » a même préconisé « l’utilisation accrue d’amiante dans les enrobés bitumineux. Dans ce contexte, le ministère de la Santé et des Services sociaux du Québec (MSSS) a demandé à l’INSPQ de préparer un avis sanitaire sur ce produit ».
En mars 2009, l’INSPQ a publié un document de « mise à jour des connaissances sur l’utilisation de l’amiante dans les enrobés bitumineux ».
En 2012, le premier ministre du Canada, Stephen Harper, reconnaît le caractère cancérigène des fibres d'amiante. Son successeur, Justin Trudeau, engage le processus de sortie définitive de l'exploitation des mines et de l'utilisation de l'amiante.

##### En France
Plusieurs tronçons routiers contenant de l'amiante ont été identifiés. Dans le nord de la France, on a détecté de l'amiante dans l'enrobé de la rocade minière (liée à « l'autoroute A21) ou dans celui de l'autoroute A75 dans le Puy-de-Dôme.
Le retrait de ces enrobés est soumis à des normes très strictes et son coût est beaucoup plus élevé que celui d'un enrobé « classique ». Il faut notamment utiliser des engins spécifiques travaillant sous projection d’eau disposant de carters de protection et de cabines pressurisées,.

#### Matériaux de substitution et utilisations subsistantes
Dans certaines applications à haute température et de protection contre l’incendie, l’amiante peut être remplacé par le mica, grâce aux qualités de résistance à la chaleur et au feu, ainsi qu’aux propriétés d’isolant électrique, de ce matériau. Le mica ne présente aucun des risques liés à l’amiante ; c’est un matériau inerte, non toxique, se présentant sous forme de paillettes et non sous forme de fibres. L'amiante ne peut pas être remplacé dans tous les cas en raison de ses propriétés uniques.
Le ministère canadien des Transports a envisagé, dans les années 2000, la fibre de cellulose comme substitut à l'amiante ».
Même depuis que l'amiante est banni, certains usages spécifiques subsistent. Par exemple :
- jusqu’à présent, aucun matériau en remplacement de l’amiante n’a été approuvé par la NASA. Une étude en 1988, à la suite de l'explosion de Challenger, a conclu que les joints de matériaux composites (en remplacement de l’amiante) sur le réservoir auxiliaire ne supportaient pas les chaleurs extrêmes d’une poussée de réacteurs nécessaire pour se soustraire à la gravité. La compagnie J.M. Asbestos, de Val-des-Sources, province de Québec, Canada, est mandataire d’un contrat exclusif de production d’amiante chrysotile de grade 1 pour les navettes spatiales et véhicules orbitaux ;

Toutefois, l'amiante n'est pas interdit dans les pays gros producteurs et dans de nombreux pays émergents où l'on retrouve les utilisations classiques de ce matériau.

#### Traitement physico-chimique
Compte tenu de la résistance physico-chimique de ce matériau, il est généralement stocké en tant que déchet dangereux dans des décharges habilitées à les recevoir.
Certains déchets amiantés (éventuellement radioactifs) pourraient être vitrifiés par des torches à plasma,,,, mais ce procédé est énergivore.
Des chercheurs-chimistes ont développé une autre forme d'inertage, basée sur l'utilisation de « verre de silicate » sans danger environnemental, par décomposition thermique à une température supérieure à 1 250 °C.
La combinaison de l'acide oxalique et de puissants ultrasons permet également de dégrader totalement les fibres de chrysotile.

## Risques écologiques

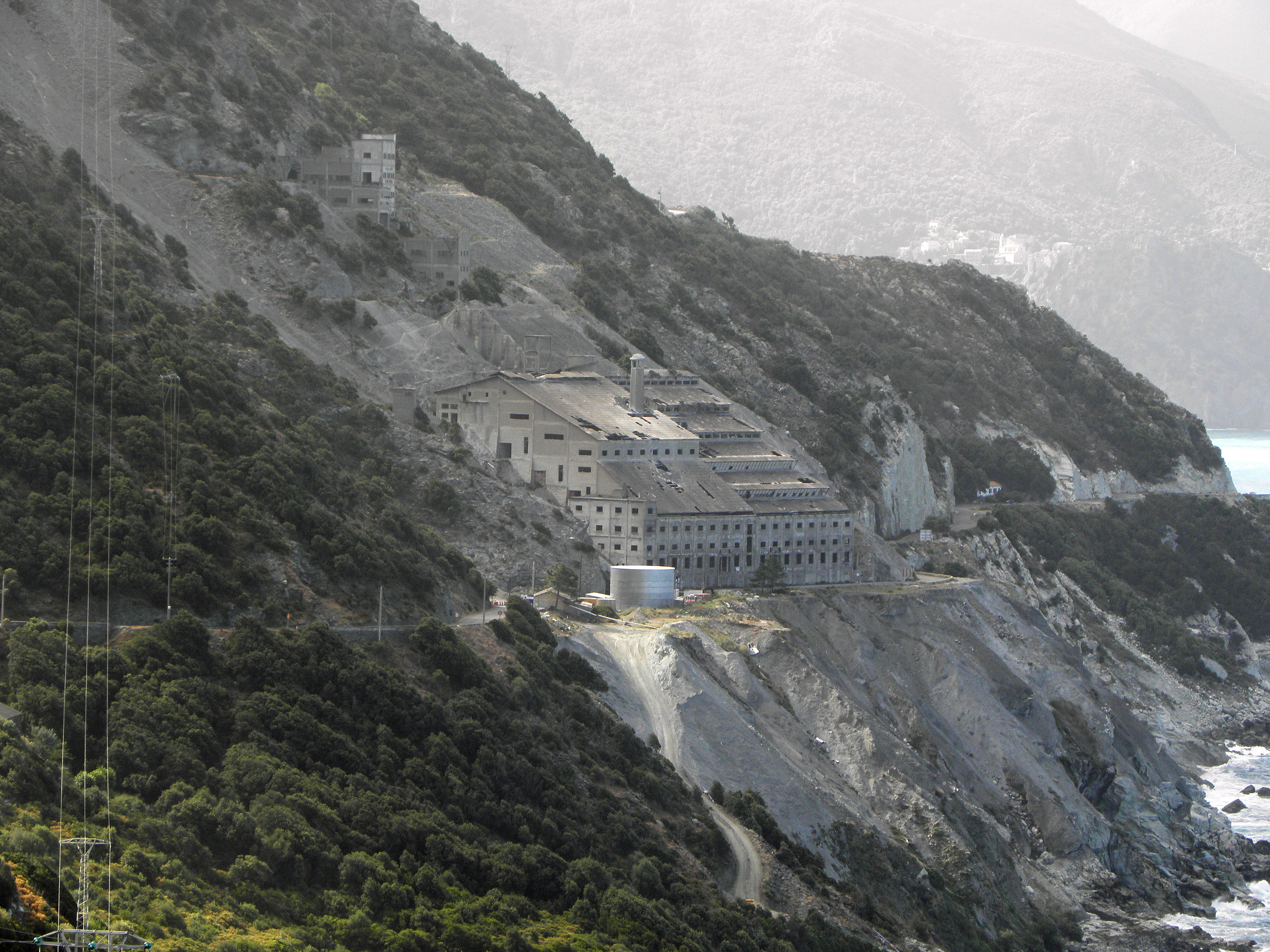
Reste de la mine d'amiante de Canari (Corse), source de dispersion de fibres d'amiante dans l'environnement.

Les effets environnementaux de l'amiante sont encore très mal mesurés.
Libéré dans l'environnement en grandes quantités, il est parfois trouvé dans l'eau potable (ayant circulé dans des tuyaux en amiante-ciment ou contaminé en amont,) et présent dans certaines eaux de ruissellement et leurs sédiments (périodiquement curés et régalés sur les champs dans certaines régions), mais peu d'études semblent avoir porté sur ses impacts éventuels sur la faune, la flore, la fonge ou les écosystèmes.
On sait que les carrières et usines d'amiantes sont des sources importantes de contamination de leur environnement (biotique et abiotique ; sédiments notamment) par des fibres (avec par exemple une contamination de la chair d'escargots). Dans les années 1970, on a développé des méthodes de détection des fibres dans le sédiment. En milieu urbain, l'amiante est présent dans les eaux et sédiments. Une étude (2004) a ainsi pu se baser sur les concentrations en fibres d'amiante chrysotile de sédiments lacustres pour reconstituer les variations passées de la teneur de l'air en amiante.
Il existe plusieurs méthodes permettant de quantifier le nombre de fibres d'amiante présentes au sein de divers organes, mais elles nécessitent de tuer l'animal, et elles n'ont pas été utilisées pour évaluer la contamination environnementale par l'amiante.

### Effets sur la faune
- Chez des mollusques filtreurs (palourdes asiatiques adultes ; Corbicula sp. exposés (de 96 heures à 30 jours) à une eau contenant de 0 à 108 fibres d'amiante chrysotile par litre, plusieurs paramètres biologiques ont été mesurés (activité de siphonnage, croissance des tissus et de la coquille, absorption de fibre, structure de la branchie, libération et taux de mortalité des larves)[57]. Résultats : les animaux exposés ont filtré moins d'eau, dès 96 heures dans une eau sans apport de nourriture, et après trente jours si de la nourriture était disponible. La croissance de la coquille était réduite corrélativement à la réduction de l'activité de siphonnage. Les corbicules exposés à 108 fibres/l ont accumulé 69,1 fibres/mg de poids sec (lorsqu'on leur donnait de la nourriture), mais ne semblaient pas en accumuler pour des taux de fibre plus bas (exposition de 96 heures ou de 30 jours). Dans une eau à 108 fibres/l durant trente jours, les palourdes adultes ont accumulé 147,3 fibres/mg dans l'organe branchial (physiquement altéré[l]), et bien plus (903,7 fibres/mg) dans les viscères. Il semble que l'animal puisse éliminer les grandes fibres, alors que les fibres minces et petites s'accumulent (principalement dans les tissus viscéraux et branchiaux). La progéniture des adultes exposés à une eau contenant 104 à 108 fibres/l a subi une importante augmentation de son taux de mortalité larvaire, et le nombre de larves libérées (par mg de poids sec d'adulte) était moindre. Les corbicules peuvent donc servir d'indicateur de la contamination de l'eau par l'amiante[57].
- Une étude a montré que des épinoches à trois épines vivant dans l'amont de la rivière Sumas (Colombie-Britannique) contaminée par d'épisodiques glissements de terrain (roche riche en fibres d'amiante chrysotile contenant des taux naturellement élevés de Ni, Cr, Co et Mn) étaient très fortement (nettement plus que ce qui était attendu selon la littérature) contaminées par ces métaux (Mn et Ni notamment) et ce d'autant plus qu'elles étaient proches du lieu du glissement de terrain. Les auteurs n'ont pas observé d'autre anomalie chez les poissons[58],[59]. En 1987, Schreier avait déjà noté que les apports naturels d'amiante dans ce cours d'eau étaient corrélés à des apports en métaux toxiques (notamment pour le Ni, et un peu moins pour le Cr, Co et Mn présents dans presque tous les types d'amiante), ce qui était d'autant plus préoccupant que l'eau de cette rivière devient plus acide vers l'aval[60]. En 2012, Homes et al. ont montré que ce même amiante éparpillé dans la plaine inondable et soumise à des acides organiques naturels libère ses métaux et devient une source de pollution supplémentaire. Ils signalent aussi qu'avec le temps la couche de brucite de la fibre d'amiante perd plus d'éléments que la couche de silice tétraédrique ; elle devient plus lisse en perdant progressivement son revêtement amorphe rugueux). Les auteurs de cette étude plaident pour des opérations de dépollution prenant aussi en compte cette pollution métallique[59]. En France, la mine d'amiante de Canari en Corse (1948-1965) a dispersé une grande quantité de fibres dans l'environnement (le littoral a gagné jusqu'à plusieurs centaines de mètres, dont en pied de falaises sur plus de cinq kilomètres) et un herbier marin de posidonies ont été enfouis sous les débris miniers. Une plage (de Campana) est apparue au nord de la zone de décharge en 1973. Mais un phénomène de diagenèse par cémentation (visible sur la plage de Nonza) a par chance inerté ces matériaux dans des conditions alcalines et de précipitation des carbonates peu propices à la libération des métaux toxiques liés à l'amiante[61].

Les nombreuses études ayant utilisé des animaux de laboratoire montrent que les risques liés à l'inhalation et à l'ingestion de fibre sont comparables chez tous les mammifères, mais peu d'études concernent d'autres espèces, aquatiques notamment (hormis pour la propension de l'amiante à provoquer un stress oxydatif chez diverses espèces, dont l'homme), et encore moins les plantes ou champignons.

### Effets sur les végétaux
- Les lieux où les roches serpentines affleurent les milieux naturels sont parfois désertés par tout ou partie de la flore même s'il existe quelques plantes (ou sous-espèces) qui se sont adaptées à ces milieux[63],[64]. Les métaux présents dans ces sols et leur carence en calcium sont une partie de la cause, mais quelques études se sont penchées sur la phytotoxicité de l'amiante ou sur son éventuelle génotoxicité et/ou mutagénicité pour les plantes : toutes concluent que les fibres d'amiantes dispersées dans le sol sont phytotoxiques.
- L'une (en 2004) a porté sur des plantes aquatiques (avec Lemna gibba comme espèce modèle). Des populations de cette lentille d'eau ont été exposées à des taux de fibres d'amiante chrysotile comparables à ceux trouvés dans des échantillons d'eau, de sédiments et de plantes aquatiques effectués autour d'une usine de fabrication d'amiante-ciment[65]. Elles ont été exposées à deux taux (0,5 et 5,0 μg de chrysotile dans 5,0 μl d'eau bidistillée) deux fois par semaine pendant 28 jours et cultivées dans un milieu contenant 0,1 g de chrysotile/l, et comparées à des témoins vivant dans une eau dépourvue d'amiante[65]. Les auteurs ont constaté une inhibition de croissance foliaire (moins de frondes) et des racines (plus courtes) avec réduction de la biomasse. Le taux de chlorophylle, de caroténoïdes, de sucre total libre, d'amidon et de protéine a diminué. Des preuves de stress oxydatif et de phytotoxicité de l'amiante chrysotile sur cette espèce[65].
- En 2011, une autre étude a profité de la contamination décroissante (par des fibres d'amiante chrysotile) d'un sol pédologique homogène entourant une usine d'amiante-ciment[66]. Trois espèces vivrières de l'agroécosystème environnant (blé, pois et moutarde) ont été cultivées dans des échantillons de sol venant de un, deux et cinq kilomètres de l'usine, et comparées aux mêmes plantes poussant dans un sol agronomiquement comparable, mais exempt d'amiante (prélevé à dix kilomètres de l'usine)[66]. L'étude a montré que « le taux de germination des graines a significativement diminué avec l'exposition graduelle aux fibres d'amiante chrysotile ; la toxicité de cet amiante était également perceptible sur la hauteur de la pousse, la longueur des racines, la biomasse et la chlorophylle produits, ainsi que sur la teneur en protéines des plantes exposées. Les auteurs ont conclu que les fibres d'amiante chrysotile présentes dans le sol sont toxiques pour les plantes cultivées près de l'usine »[66].
- Une autre étude soupçonne des effets possibles sur les arbres: quadruplement du taux d'aberrations chromosomiques accrues et du nombre de grains de pollen stériles, et diminution de l'activité mitotique (d'un facteur 1,5), mais dans ce cas probablement en lien avec d'autres polluants routiers et industriels[67].
- Des groupes de bulbes d'Oignon (Allium cepa L.) ont été exposés en laboratoire respectivement à 0,5, 1,0, 2,0 et 5,0 μg/ml d'amiante chrysotile. Puis leurs cellules ont été observées à des intervalles de 24 heures (durant 96 heures) et comparées à des bulbes de plantes témoin. Résultats : plusieurs paramètres cytogénétiques ont été altérés : la progression du stade de prophase a été altérée, le nombre de cellules en métaphase a augmenté au lieu de ralentir avec le temps ; le nombre de cellules en phase anaphase et télophase ont diminué au lieu d'augmenter avec le temps, et l'index mitotique a aussi diminué avec le temps. Enfin les cellules de plantes exposées présentaient plus de micronoyaux, de noyaux interphasiques, de perturbations du fuseau et d'anomalies chromosomiques prouvant que l'amiante est génotoxique pour cette plante.

### Effets sur les microorganismes
- Ils ne semblent pas avoir été très étudiés. En 2015, une étude des colonies microbiennes prospérant dans le sédiment d'une carrière en partie inondée du groupe Vermont Asbestos Group (milieu pauvre en nutriments vitaux et riche en métaux (magnésium et arsenic notamment), au pH très alcalin et très riche en fibres d'amiante) a trouvé des bactéries extrémophiles, typique d'environnements stressants ; presque 60 % des bactéries étaient extrémophiles (alcalophiles et psychrophiles) et/ou pathogènes (pour les poissons et les plantes)[68]. Plusieurs isolats se sont en outre montrés multirésistants aux antibiotiques ou producteurs d'antibiotiques[68].

## Risques sanitaires
Toutes les variétés d'amiante sont cancérigènes selon l'Institut national de la santé et de la recherche médicale (INSERM) en 1996. Le chrysotile et la crocidolite sont clairement identifiés comme la cause de pathologies mortelles.
Les caractéristiques physico-chimiques de l'amiante, associées à une capacité à se fractionner en particules microscopiques pour atteindre les alvéoles pulmonaires, et même migrer jusqu’à la plèvre, font que l’inhalation importante de particules d’amiante est dangereuse. La réglementation fixe qu'un travailleur ne doit pas inhaler plus de 0,1 fibre par centimètre cube sur une heure, mais le rapport INSERM 1997 sur l’amiante a établi que : « Il n'y a pas de valeur limite au-dessous de laquelle le risque n'existe plus ».
Les pathologies peuvent se déclarer jusqu’à plus de cinquante ans après les premières expositions aux fibres d’amiante. Ce caractère relativement tardif explique aussi le retard dans la prise en compte des dangers de l'amiante : les victimes sont souvent assez âgées. Environ 125 millions de personnes sont exposées à l’amiante professionnellement dans le monde, et 90 000 en meurent chaque année. Dès les années 1980, on constate que les personnes ayant beaucoup de fibres d’amiante dans les poumons en ont aussi dans d’autres organes où ils sont parfois aussi source de cancers.

### Plaques pleurales
Les plaques pleurales sont des lésions, le plus souvent asymptomatiques, de la plèvre pariétale qui apparaissent en général plus de quinze ans après la première exposition à l’amiante. Elles sont très fréquentes, puisque décrites chez 20 à 60 % des personnes exposées. En fonction de leur taille, de leur localisation et si elles sont calcifiées, elles peuvent provoquer des douleurs thoraciques.
La question des plaques pleurales demeure toutefois controversée : véritable maladie pour les uns, en particulier les victimes et leurs associations, simple cicatrice pour les autres.

### Épaississements pleuraux
Ils constituent une pathologie à l’origine de douleurs, voire d’une altération de la fonction respiratoire.

### Asbestose
L’asbestose et toutes les autres maladies qui en découlent seraient principalement dues à une inflammation chronique du poumon, avec accumulation de macrophages ayant phagocyté des fibres d'amiante.

### Cancer du poumon
Les cancers du poumon représentent la première cause de mortalité des sujets ayant été exposés à l’amiante. Le temps de latence entre la première exposition et le développement de la maladie dépasse en général vingt ans. Aucune particularité clinique ou radiologique ne les distingue des cancers du poumon d’autres origines et leur développement est indépendant d’une fibrose pulmonaire. Le risque d’atteinte tumorale est majoré par l’exposition à d’autres agents cancérogènes, le tabac, mais aussi des produits cancérogènes que l'on peut retrouver dans le milieu de travail. Pour un risque égal à 1, associé à une personne non exposée à l’amiante et ne fumant pas, ce risque est multiplié par cinq pour une exposition à l’amiante, par dix pour un fumeur et par cinquante pour un fumeur exposé à l’amiante. Il existe une relation dose/effet entre l’intensité de l’exposition à l’amiante et le risque de cancer bronchique, sans qu’il soit possible de proposer de valeur seuil. En l’état actuel des évaluations épidémiologiques, on estime entre 1 800 et 4 000 l’incidence annuelle des cancers du poumon attribuables à l’amiante.
Selon un rapport du Haut Conseil de la santé publique (HCSP) paru en août 2014, « l'estimation du nombre de décès attendus entre 2009 et 2050 par cancers du poumon liés à l'exposition à l'amiante à venir serait de l'ordre de 50 000 à 75 000, auxquels s'ajoutent de 18 000 à 25 000 cancers dus au mésothéliome, sans compter d'autres cancers tels que ceux du larynx ou des ovaires pour lesquels la responsabilité de l'amiante a été confirmée. » Ce rapport propose que le plafond de cinq fibres d'amiante par litre d'air passe à deux fibres d'ici 2020.

### Mésothéliome
Le mésothéliome, cancer de la plèvre ou, plus rarement, du péritoine, est spécifique de l'amiante et le pronostic est fatal assez rapidement. Lorsque le mésothéliome est découvert, la durée de survie est d'un an. Il peut apparaître vingt à cinquante ans après l’inhalation des fibres.

### Cancers digestifs
Les études épidémiologiques démontrent une augmentation significative des cancers digestifs, en particulier colorectaux, avec le niveau d'exposition à l'amiante.

## Exposition au risque

### Exposition des travailleurs

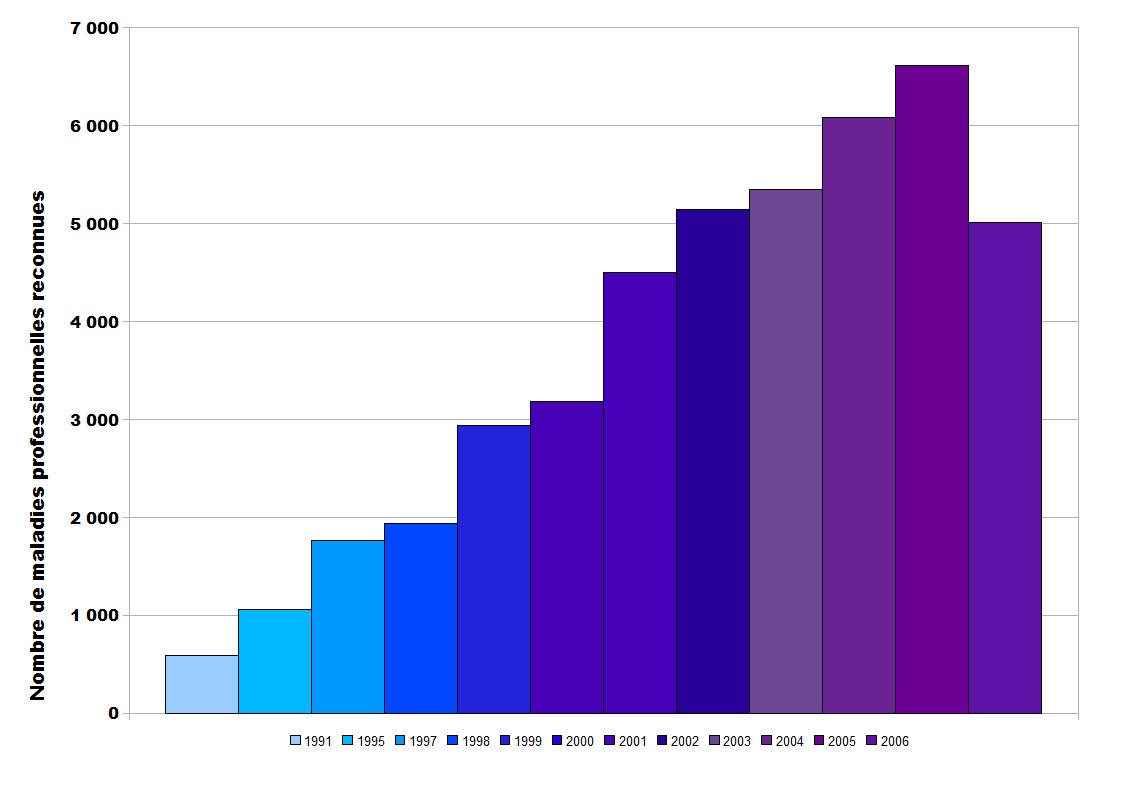
Nombre de maladies professionnelles liées à l'amiante officiellement reconnues par le système de santé en France.

Selon l'époque, le type d'activité, leur formation, l'information donnée et les précautions prises, le risque de mortalité à la suite de l'inhalation d'amiante varie, mais certaines professions sont plus vulnérables et exposées.
Les travailleurs les plus exposés sont :
- membres du personnel des mines d'amiante ;
- membres du personnel des usines d'amiante ;
- travailleurs impliqués dans la mise en œuvre, surtout dans le BTP (l'amiante est encore très utilisé en Amérique du Sud, au Vietnam, etc.) ;
- membres du personnel impliqués dans l’entretien et la réparation de lieux ou produits contenant de l'amiante ;
- travailleurs du secteur de la démolition (de bâtiments, de certaines machines, de chaudières industrielles, de navires, d'avions, de locomotives, etc.) et des entreprises de désamiantage ;
- salariés du BTP chargés de la réhabilitation ;
- professionnels du second œuvre du BTP, de l'entretien ou de la maintenance (plombier, électricien, chauffagiste, ascensoriste, peintre, etc.) ;
- salariés travaillant dans le traitement des déchets (dont le transport et la mise en décharge des déchets, et la gestion des décharges) ;
- membres du personnel de nettoyage de zones à risque…
- tout salarié intervenant sur des terrains amiantifères…

Les travailleurs indépendants ou intérimaires, nombreux dans le secteur du BTP, et plus encore les travailleurs au noir souffrent en outre de moindre protection juridique. Ils ont souvent été exposés sans le savoir, en particulier lorsque les risques de l’amiante étaient inconnus (c'est-à-dire bien avant la Seconde Guerre mondiale, le Royaume-Uni mettant en place une législation spécifique pour prévenir des risques contre l'amiante dès les années 1930). À titre d’exemple, en France, l’Institut de veille sanitaire (InVS) a estimé en 2007 que 50 % des artisans français mis à la retraite en 2004 ont été exposés à de l’amiante lors de leur vie professionnelle. Ceux qui ont fait l’objet de cette étude venaient des régions Aquitaine, Limousin et Poitou-Charentes, qui ne sont pas les plus industrielles. Ils travaillaient pour moitié dans le BTP, et pour le reste dans la réparation automobile, marine ou ferroviaire, la chaudronnerie, la ferronnerie, etc. Un bilan et un suivi médical ont été proposés aux artisans par le programme Espri (Épidémiologie et surveillance des professions indépendantes), pour éventuelle indemnisation. Cette étude a montré qu’une personne sur quatre lors du bilan présentait au moins une anomalie ou une pathologie (généralement bénigne) pouvant être induite par l’amiante. L’InVS a recommandé l’extension du suivi à toute la France. La Haute et Basse-Normandie, le Nord-Pas-de-Calais et la Picardie devaient faire l’objet d’un suivi des artisans (volontaires) en 2008.
En France, interdit depuis 1997, l'amiante reste en 2010 un risque important pour diverses professions selon l'INRS : « Les maladies liées à l’amiante représentent aujourd’hui la deuxième cause de maladies professionnelles et la première cause de décès liés au travail (hors accidents du travail) ».

#### Dépistage
La Société de pneumologie de langue française préconise une tomodensitométrie (TDM ou scanner) thoracique à partir de l'âge de cinquante ans. Cet examen est plus sensible que la radiographie pulmonaire de face pour diagnostiquer des formes discrètes de fibrose pulmonaire ou pleurale. Il est beaucoup moins irradiant que jadis, depuis la survenue du scanner spiralé (hélicoïdal).

#### Désamiantage
Le Code du travail français impose à tout donneur d'ordres prévoyant des travaux de retrait de matériaux amiantés de les confier à une entreprise certifiée ; de même, toute intervention susceptible de libérer des fibres d'amiante doit être faite par une entreprise dont les salariés justifient d'une qualification particulière.
En 2005, une étude menée par l’inspection du travail, la Caisse nationale d'assurance maladie des travailleurs salariés (CNAMTS) et l’Institut national de recherche et de sécurité (INRS) sur 784 chantiers de désamiantage en France a révélé que dans « 67 % des cas, des anomalies plus ou moins graves ont été constatées, donnant lieu notamment à 41 procès-verbaux, 84 arrêts de chantiers, 6 injonctions et 390 courriers d’observations ». L’étude équivalente menée en 2006 sur 936 chantiers a révélé que 76 % des chantiers de désamiantage étaient non conformes à la réglementation. Elle a donné lieu à 86 arrêts de chantier. Les rapports du Sénat sur la question, en France, mettent en évidence le fait que si la réglementation existe, son application est très mal contrôlée : contrôles peu fréquents, sanctions peu dissuasives, sociétés de désamiantage perdant leur habilitation et qui renaissent sous un autre nom. Tout désamiantage ou démolition d’un bâtiment amianté doit faire l’objet d’un plan de retrait déposé à la Direction départementale du travail. En cas de désamiantage « sauvage », le recours consiste en un appel à l’inspection du travail pour faire cesser le chantier.
En juillet 2009, un arrêt de la Cour de cassation rappelle aux employeurs qu'ils ont envers leurs salariés une obligation de résultat en matière de sécurité, dont concernant les maladies professionnelles contractées par les salariés du fait de produits fabriqués ou utilisés dans l'entreprise. Manquer à cette obligation revêt un caractère inexcusable au sens de l'article L. 452-1 du Code de la sécurité sociale « lorsque l'employeur avait ou aurait dû avoir conscience du danger auquel était exposé le salarié, et qu'il n'a pas pris les mesures nécessaires pour l'en préserver ».
Début 2017, la direction générale du travail (DGT) avait considéré que l'article R4412-96 définissant le donneur d'ordre assujetti à la réglementation amiante comme le chef d'entreprise utilisatrice, le maître d'ouvrage ou l'armateur n'incluait pas les particuliers ni les agriculteurs. Ceci pouvait laisser penser qu'ils n'étaient pas soumis à l'obligation de recourir à des entreprises certifiées pour les travaux de désamiantage (en contradiction avec les objectifs de prévention nationaux). La DGT a dans une nouvelle note (du 24 août 2017) a finalement précisé que l'agriculteur et le particulier peuvent être juridiquement considérés comme maître d'ouvrage et donc donneur d'ordre, devant donc faire appel à une entreprise certifiée en cas de désamiantage ou travaux à risque « amiante ». 
Deux exceptions persistent : celles de l'agriculteur ou du particulier qui réalisent eux-mêmes ces travaux « dans leurs propres locaux d'habitation », qui ont néanmoins à respecter les dispositions protégeant leur santé et la population, dont en évacuant les déchets amiantés conformément aux Codes de la santé publique et de l'environnement.

### Exposition des bricoleurs
Les bricoleurs peuvent également être exposés à l'amiante, lorsqu'ils interviennent sur des éléments de leur logement contenant de l'amiante.
| Dénomination de matériaux amiantés les plus présents dans les logements | Apparence | Emplacement |
| ----------------------------------------------------------------------- | --- | --- |
| Calorifugeage : enveloppe isolante de canalisations                     | Diverses formes : bourrelets, tresses, coquilles, etc. Souvent protégé par un autre matériau éventuellement non amianté : tissu, plâtre, tôle, etc. | Chauffage, eau chaude sanitaire et tuyauteries (principalement dans les sous-sols et les garages)                                                                            |
| Flocage : matériau d'isolation par projection                           | Fibreux, duveteux ou velouté. Différentes couleurs : gris, blanc, bleu, etc.                                                                        | Conduits de ventilation ou de chauffage, plafonds, parois (principalement dans les sous-sols et garages)                                                                     |
| Amiante-ciment en plaques                                               | Plaques ondulées ou planes, de couleur grise Ardoises de couleur grise en toiture Ardoises ou bardage en façade de toutes couleurs                  | Toitures (garage, abri de jardin, maison, immeuble) ou bardages de façade Panneaux intérieurs de façade légère Panneaux de protection contre l’humidité des murs (sous-sols) |
| Amiante-ciment en tubes ou conduits                                     | Tuyaux d’aspect rugueux gris | Canalisations de descente des eaux pluviales ou usées, gaines de ventilation, conduits de vide-ordure                                                                        |
| Dalles en vinyle-amiante (DVA)                                          | Revêtements de sols en dalles, généralement de 30 cm de côté (toutes couleurs, unies ou marbrées)                                                   | Sols des logements (salles de bain, toilettes, cuisines, mais également séjours et chambres) et des parties communes                                                         |

La santé publique déconseille fortement d'intervenir sur des matériaux amiantés et en particulier les flocages et les calorifugeages — En France, l'intervention sur des produits amiantés engage la responsabilité sur les conséquences possibles pour les intervenants et le voisinage — dans tous les cas, ce genre de bricolage nécessite de nombreuses précautions : comme les fibres d’amiante s’accrochent aux vêtements, il est nécessaire de porter une combinaison et des gants jetables. Pour la respiration, un masque adapté au risque est indispensable. Pour réduire la quantité de poussière, le matériau doit être mouillé à cœur, sans utiliser de jet sous pression. Les travaux doivent également être limités dans leur nature (rupture, découpe, mouvements brusques) afin d'éviter les déplacements de poussières. En particulier, les outils à moteur, notamment la perceuse, ou la scie circulaire, ne doivent pas être utilisés.

#### Exposition une fois le chantier terminé
Une fois le chantier terminé, les locaux et l'outillage contiennent de la poussière. Cette poussière doit être récupérée avec un chiffon humide, en évitant de brasser l'air et d'éparpiller la poussière comme pourrait le faire un balai ou un aspirateur. Toutes les surfaces doivent être traitées, y compris le matériel utilisé au cours de l'intervention. Le chiffon chargé des poussières d'amiante doit ensuite impérativement être jeté.
L'ensemble des déchets, notamment les matériaux contenant de l'amiante et les équipements de protection, combinaison, masque, et gants et les déchets issus du nettoyage comme les chiffons sont des déchets dangereux. Ils doivent être placés dans des sacs étanches avec une mention « amiante » afin de pouvoir être éliminés dans les filières réglementaires. En particulier certaines déchetteries prennent l'amiante-ciment. Lors du transport des sacs étanches de déchet, les envols de fibres doivent être limités, par exemple en bâchant les remorques.
Une fois les interventions terminées et les vêtements jetés, les différentes personnes exposées doivent se doucher, et en particulier nettoyer leurs cheveux afin d'éliminer les particules pouvant s'y trouver.

### Exposition de proximité (riverains de sites industriels, familles de travailleurs exposés, proximité d'un affleurement naturel)
En janvier 2009, un rapport de l’InVS concluait à une exposition actuelle globalement faible des riverains de roches amiantifères,.
Une autre étude devait initialement évaluer (via l'incidence des mésothéliomes dans la population ayant vécu autour de 553 sites industriels et 1 119 chantiers navals) l'exposition de riverains d'anciens sites industriels, à la demande de la Direction générale de la santé (DGS) en 2003. Faute d'un nombre suffisant, la puissance statistique de l'étude n'a pas permis un travail exhaustif ni de produire des évaluations précises du risque, mais l’InVS a néanmoins trouvé une augmentation non significative du risque de mésothéliome, chez les femmes, et non chez les hommes. L'InVS estime avoir assez d'indices pour conclure qu’il existe bien des pathologies dues à l’amiante parmi les riverains d’anciens sites industriels.
Une exposition indirecte peut être également délétère : les épouses des travailleurs de l'amiante ont un risque augmenté de faire un mésothéliome, probablement parce que s'occupant du soin des vêtements imprégnés en poussière du mari.

#### Chronologie

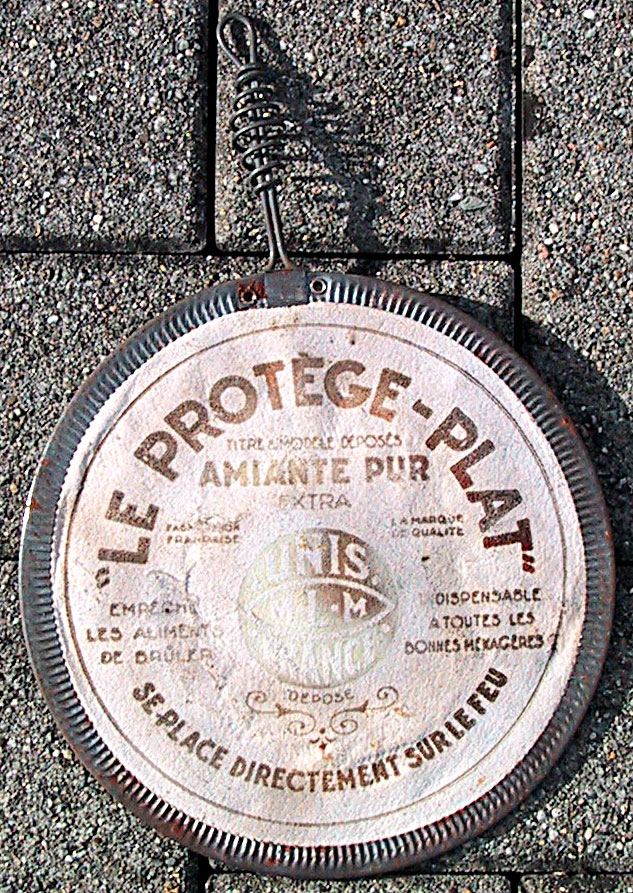
Modèle de protège-plat en amiante utilisé dans les pays développés et émergents dans les années 1950 afin de diffuser la source de chaleur émise par un fourneau de cuisine (plaque électrique ou à gaz).

Le premier cas mortel a été décrit en 1899.
En 1906, Denis Auribault, inspecteur du travail, signale pour la première fois en France la forte mortalité des ouvriers exposés à l'amiante dans l'usine de filature de Condé-sur-Noireau près de Caen ouverte en 1890. Il dénonce dans son étude la non-application de la loi du 12 juin 1893 concernant l'hygiène et la sécurité des travailleurs dans les établissements industriels, ce qui a entraîné la mort d'une cinquantaine d'ouvriers et d'ouvrières. Il faudra attendre 1945 et le tableau 25 des maladies professionnelles « des affections professionnelles consécutives à l'inhalation des poussières de silice et amiantifères » pour une première reconnaissance des pathologies liées à l'amiante.
Malgré ses effets mortels, l'amiante a été utilisé de manière très importante en France, notamment comme isolant dans les bâtiments publics (le flocage a été interdit par décret en 1978) et les habitations individuelles (flocage interdit en 1977) et nombre de processus industriels. On rencontre deux acteurs principaux, Eternit France qui a exploité le seul gisement d'amiante en France jusqu'en 1965, et Saint-Gobain qui sous le nom d'Everite fabrique du fibrociment. Jusque dans les années 1990, les industriels de l'amiante regroupés au sein du Comité permanent amiante se sont largement employés, en l'absence d'une volonté politique des pouvoirs publics, à sous-estimer les risques liés à ce matériau.
En 1996, l'Association nationale de défense des victimes de l'amiante (Andeva) est créée et engage des procédures judiciaires. Des procès ont lieu, qui aboutissent à la condamnation d'industriels pour « faute inexcusable de l'employeur » devant les tribunaux des affaires sociales et sanitaires, les entreprises qui ont « mis en danger » la vie de leurs salariés en connaissance de cause.
En 1997, le gouvernement français interdit l'usage des fibres d'amiante.
Cependant, le procès pénal de l'amiante n'a toujours pas été jugé 24 ans après le dépôt de plainte.

## Réglementation
L'incapacité du secteur privé à gérer le risque amiante a conduit à la mise en place de réglementations.

### Scandale
Aujourd'hui, analystes et commentateurs s'accordent à définir l'utilisation de l'amiante en France comme un scandale de santé publique. L'amiante a, en effet, été utilisé de manière très importante en France, notamment comme isolant dans les bâtiments publics et les habitations individuelles. Par ailleurs, les pouvoirs publics ont progressivement interdit son usage.

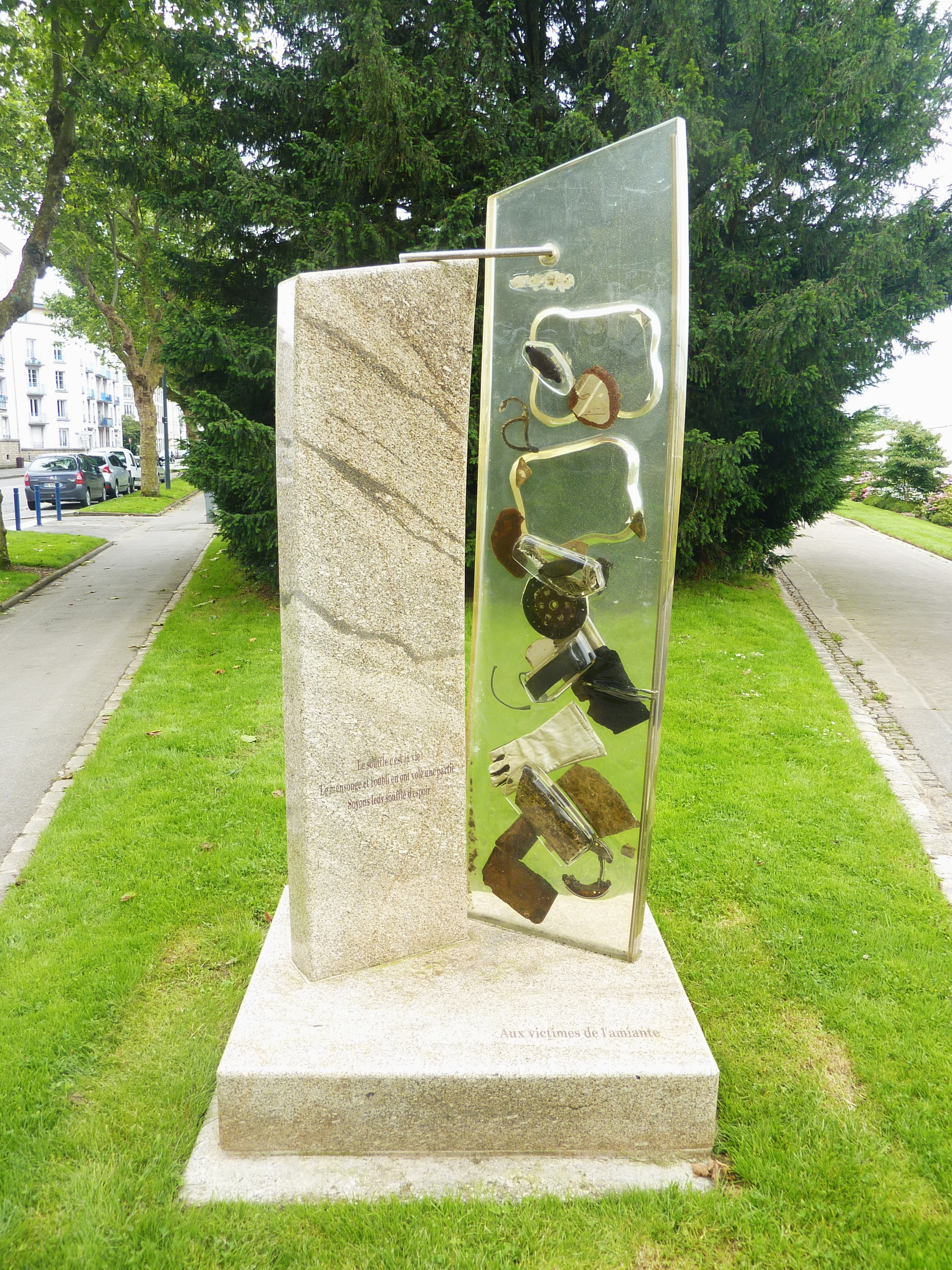
Le monument en mémoire des « Victimes de l'amiante » à Brest (Finistère).

Le scandale de l'amiante a éclaté durant les années 1990 : l'amiante n'a été longtemps pensé que comme un risque couru par des travailleurs du bâtiment ayant été exposés à de fortes doses d’amiante pendant leurs années d’activité. C'est lorsque l'amiante a été perçu comme un risque environnemental menaçant toutes les populations que son usage intensif a été défini comme un problème majeur de santé publique. En cessant de n'être considéré que comme un risque professionnel, l'usage de l'amiante est ainsi devenu un scandale public. Le campus de Jussieu a été, en particulier, un des lieux symboliques des risques posés par l'utilisation de l'amiante en France, et de l'inertie des pouvoirs publics : la mobilisation du personnel de Jussieu fera prendre conscience à l'opinion publique que l'amiante représente un risque sanitaire majeur. Après d'importantes polémiques, Claude Allègre y voyant par exemple un « phénomène de psychose collective », son désamiantage a été décidé.
Le président Jacques Chirac décide d’interdire totalement l’amiante en 1997 et les pouvoirs publics mènent des chantiers de désamiantage de bâtiments publics. Par ailleurs, des procès ont lieu entre industriels et ouvriers qui condamnent les entreprises qui ont « mis en danger » la vie de leurs salariés en connaissance de cause.
Selon un rapport parlementaire, 35 000 décès survenus entre 1965 et 1995 seraient dus à des expositions aux fibres d’amiante et quelques dizaines de milliers de décès sont prévus entre 2005 et 2030.
En décembre 2009, le tribunal de Turin a ouvert un procès contre les anciens propriétaires des usines Eternit d'Italie (mises en faillite en 1986), avec plus de 6 000 parties civiles. En juillet 2011, le parquet réclamait douze ans de prison et huit autres supplémentaires, pour prendre en compte les décès futurs liés à des mésothéliomes induits par cet amiante. En février 2012, « au nom du peuple italien », le tribunal a finalement jugé les responsables des usines Eternit italiennes de Casale Monferrato, Cavagnolo, Bagnoli et Rubiera, Stephan Ernest Schmidheiny (actionnaire d'Eternit-Italie de 1976 à 1986) et Louis Cartier de Marchienne (actionnaire minoritaire et administrateur d'Eternit-Italie au début des années 1970), « coupables des délits qui leur sont reprochés » (« catastrophe sanitaire et environnementale permanente » à la suite d'une infraction à la sécurité au travail ayant conduit à la mort d’environ 3 000 ouvriers ou habitants proches des usines). Le tribunal a retenu une peine de seize ans de prison, soit quatre ans de moins (pour prescription des délits dans deux des anciens sites Eternit) que la durée requise par le procureur. C'est la première fois que les dirigeants d'une multinationale écopent d'une peine de prison ferme à la suite de la mort de salariés et de riverains du fait de l'activité industrielle. Le verdict a été salué par la presse internationale et de très nombreuses organisations de victimes comme un événement historique ouvrant la voie à une éventuelle transposition dans d'autres contextes nationaux. Mais en 2014 la Cour suprême italienne annule la procédure en arguant de la prescription des faits.

### Chronologie et changement de réglementations

#### Allemagne
En 1979, l’Allemagne interdit le flocage à l’amiante, à peu près à la même époque que les autres pays européens (1975 en Suisse et aux États-Unis, 1977 en France, 1978 aux Pays-Bas, 1980 en Belgique, 1985 au Royaume-Uni).

#### Belgique
- 1967 : un grave incendie à Bruxelles (le grand magasin l'Innovation, rue Neuve) pousse le gouvernement belge et dans la foulée d'autres pays à conseiller l'usage de l'amiante dans tous les bâtiments publics pour diminuer le risque d'incendie.
- 2001 : un arrêté royal interdit la mise sur le marché et l'utilisation des produits amiantés[100].

#### Brésil
Le Brésil ne possède plus qu’une seule mine d’amiante, propriété d’Eternit, dans l’État de Goias, employant 150 travailleurs. La moitié des 300 000 tonnes produites est exportée.
Une loi fédérale de 1995 autorise l’utilisation « contrôlée » de l’amiante blanche, le chrysotile. Certains États — ainsi, les États de São Paulo ou de Rio de Janeiro — interdisent totalement le minerai. Depuis le début des années 2000, des procédures sont menées contre ces États par la Confédération des travailleurs de l’industrie (CNTI).
Une décision de la Cour Suprême (STF - Supremo Tribunal Federal) a jugé comme étant inconstitutionnelle : l'extraction, l'industrialisation, la commercialisation et la distribution d'amiante au Brésil.

#### Canada
La polémique sur l'amiante se poursuit au Canada. Le gouvernement canadien est accusé par certains scientifiques de faire le jeu des producteurs d'amiante. L'Association médicale canadienne a titré un éditorial : « La mortalité liée à l'amiante, une exportation canadienne ». Elle estime que « le Canada est la seule démocratie occidentale à s'être constamment opposée aux efforts internationaux visant à réglementer le commerce mondial de l'amiante […] en manipulant honteusement les connaissances scientifiques par des moyens politiques. ».
Le gouvernement canadien est également accusé par l'Institut Rideau, centre de recherche politique indépendant, de financer le lobby de l'amiante.
En décembre 2016, le gouvernement canadien interdit « l'utilisation de l'amiante dans toute nouvelle construction au pays, son importation ainsi que son exportation ». La dernière mine d'amiante au Canada a fermé en 2011, mais les importations de produits contenant de l'amiante, comme des plaquettes de frein et des matériaux de construction, ont grimpé en importance depuis. L'interdiction, qui cible tout produit contenant de l'amiante, est entrée en vigueur en 2018.

#### Colombie
Depuis les accords de paix de La Havane (2016), les acteurs qui portent le combat contre l'amiante en Colombie ont obtenu plusieurs victoires et la Colombie entre désormais dans un processus de renoncement à l'exploitation, l'exportation et l'utilisation du minéral - même s"il y a encore beaucoup de chemin à faire.

#### Europe
Dès 1962, la Commission européenne a adressé des recommandations aux six États membres de la Communauté économique européenne, en dressant une liste des maladies professionnelles. Celle-ci incluait le cancer du poumon, en signalant les dangers de l'amiante. En 1991, la Communauté européenne s'interroge sur l'interdiction ma13B8, la norme AFNOR NF X 46-020 : Diagnostic amiante – Repérage des matériaux et produits contenant de l’amiante dans les immeubles bâtis décrit la procédure de diagnostic à utiliser pour déceler la présence d’amiante dans les bâtiments construits avant l’interdiction totale de l’amiante en 1997. Les rapports du Sénat sur la question, en France, mettent en évidence le fait que si la réglementation existe, son application est très mal contrôlée : contrôles peu fréquents, sanctions peu dissuasives, sociétés de désamiantage perdant leur habilitation et qui renaissent sous un autre nom. Tout désamiantage ou démolition d’un bâtiment amianté doit faire l’objet d’un plan de retrait déposé à la Direction départementale du travail. En cas de désamiantage « sauvage », le recours consiste en un appel à l’inspection du travail pour faire cesser le chantier.
- En 2005, une étude menée par l’inspection du travail, la Caisse nationale d'assurance maladie des travailleurs salariés (CNAMTS) et l’Institut national de recherche et de sécurité (INRS) sur 784 chantiers de désamiantage en France a révélé que dans « 67 % des cas, des anomalies plus ou moins graves ont été constatées, donnant lieu notamment à 41 procès-verbaux, 84 arrêts de chantiers, 6 injonctions et 390 courriers d’observations »[80]. L’étude équivalente menée en 2006 sur 936 chantiers indépendants, nombreux dans le secteur du BTP, et qui disposent d'une moindre protection juridique face à ces risques[76].

#### France
- 1906 : Denis Auribault (inspecteur départemental du travail à Caen), dans une note dénonce la « forte mortalité des ouvriers dans les filatures et dans les usines de tissage d'amiante[91] ».
- 1913 : Les assureurs refusent d'assurer les travailleurs de l'amiante
- 1945 : un tableau de maladie professionnelle est créé pour l'amiante. L'employeur ne peut plus ignorer le risque.
- 1951 : les frères Blandin créent un flocage sans amiante, disponible et largement utilisé en France, mais en concurrence avec l'amiante (bien avant l'interdiction de l'amiante en flocage).
- 1960 : 1er lien entre l'amiante et le mésothéliome pleural.
- 1962 : la France est septième pays producteur, grâce au gisement exploité en Corse, par Eternit, jusque dans les années 1965 dans la commune de Canari (Haute-Corse). Il en reste aujourd'hui une friche industrielle (qui serait en cours de sécurisation).
- 1965 : premier cas français de mésothéliome reconnu attribué à l'amiante, qui sera pourtant massivement importé pendant trente ans encore, pour un total équivalant à 80 kg par habitant.
- 1973 : le CIRC classe l'amiante comme cancérogène.
- 1975 : une première mobilisation du personnel de Jussieu, autour du chercheur Henri Pézerat, qui s'insurge contre les risques liés au bâtiment, Les journaux télévisés informent du risque de cancer lié à l'amiante, et du risque de décès, autour de l'actualité de Jussieu.
- 1977 : le flocage à l'amiante est interdit dans les locaux d'habitation le 29 juin par arrêté. L'amiante blanc est classé cancérogène en France (et sera interdit en 1997. Les autres catégories d’amiante, classées cancérogènes catégorie 1 CIRC sont également toutes interdites en France).
- 1978 : le flocage à taux d'amiante supérieur à 1% est interdit pour l'ensemble des bâtiments le 20 mars par décret no 78-394.
- 1982 : le Comité permanent amiante est créé. Un lobby est mis en place par les industriels de l'amiante et sous tutelle de l'Institut national de recherche et de sécurité (INRS). Il milite pour un « usage maîtrisé de l’amiante » jusqu'à sa dissolution en 1995. Le comité, dont le financement sera entièrement dépendant des industries, comprendra notamment des experts et des médecins du travail, ainsi que des délégués des principaux syndicats qui défendront longtemps l'usage de l'amiante au nom de la préservation de l'emploi.
- 1991, la France est le premier importateur mondial d'amiante. Selon le Comité permanent amiante, seuls 200 décès par an sont liés au mésothéliome.
- En 1994, la mort de six enseignants au lycée de Gérardmer (Vosges) relance le débat sur l'amiante et à Jussieu une nouvelle génération de chercheurs s'inquiète de la présence de l'amiante. Michel Parigot, responsable du Comité anti-amiante de Jussieu déclare : « Nous avons été confrontés au Comité permanent amiante, nous avons très vite compris que cette structure n'avait réussi à fonctionner aussi longtemps que parce qu'elle n'avait pas été dénoncée publiquement. C'est le genre de choses qui ne supportent pas la lumière. »
- Le 19 octobre 1996, Claude Allègre dénonce un « phénomène de psychose collective ».
- 1996 : l'Inserm révèle l'ampleur de la catastrophe sanitaire, estimant qu'elle pourrait faire cent mille morts en France d'ici à 2025.
- 1996, création de l'Association nationale de défense des victimes de l'amiante (Andeva), à l'initiative de trois associations : l'Association pour l'étude des risques du travail (ALERT), la Fédération nationale des accidentés du travail et des handicapés (FNATH) et le Comité anti-amiante Jussieu. L'association facilite l'accès à la reconnaissance en maladies professionnelles et l'indemnisation des préjudices, y compris devant les tribunaux. Elle œuvre pour que soit réformée la législation de l'indemnisation, de la médecine du travail et de la prévention des risques en France[108]. Elle milite pour une interdiction mondiale de la substance et un procès pénal de l'amiante.
- 1er janvier 1997 : l'usage de l'amiante est interdit, par le décret no 96-1133 du 24 décembre 1996 relatif à l'amiante, pris en application du Code du travail et du Code de la consommation. La France est le huitième pays européen à le faire.
- En 1998, le Canada (2e producteur mondial) attaque la France devant l’OMC. En 2001, celle-ci reconnaît que la santé publique justifie l’entrave à la liberté de commerce[109].
- 18 décembre 1998 : pour la première fois, la responsabilité de la sécurité sociale est reconnue dans une affaire concernant les victimes de l'amiante. Le tribunal reconnaît la « faute inexcusable » de la société Everite et de la caisse primaire d'assurance maladie (CPAM) de Gironde.
- En 1998, un Fonds de cessation anticipée d'activité des travailleurs de l'amiante (FCAATA) est créé par la loi de financement de la sécurité sociale, les fonctionnaires en sont exclus.
- En 1999 : directive européenne qui interdit l'amiante au 1er janvier 2005 dans tous les États membres.
- En décembre 2000, un Fonds d'indemnisation des victimes de l'amiante (FIVA) est créé à la suite de la loi de financement de la sécurité sociale.
- En novembre 2002, la norme AFNOR NF X 46-020 : Diagnostic amiante – Repérage des matériaux et produits contenant de l’amiante dans les immeubles bâtis décrit la procédure de diagnostic à utiliser pour déceler la présence d’amiante dans les bâtiments construits avant l’interdiction totale de l’amiante en 1997. Les rapports du Sénat sur la question, en France, mettent en évidence le fait que si la réglementation existe, son application est très mal contrôlée : contrôles peu fréquents, sanctions peu dissuasives, sociétés de désamiantage perdant leur habilitation et qui renaissent sous un autre nom. Tout désamiantage ou démolition d’un bâtiment amianté doit faire l’objet d’un plan de retrait déposé à la Direction départementale du travail. En cas de désamiantage « sauvage », le recours consiste en un appel à l’inspection du travail pour faire cesser le chantier (constat d'amiante).
- En 2005, une étude menée par l’inspection du travail, la Caisse nationale d'assurance maladie des travailleurs salariés (CNAMTS) et l’Institut national de recherche et de sécurité (INRS) sur 784 chantiers de désamiantage en France a révélé que dans « 67 % des cas, des anomalies plus ou moins graves ont été constatées, donnant lieu notamment à 41 procès-verbaux, 84 arrêts de chantiers, 6 injonctions et 390 courriers d’observations »[80]. L’étude équivalente menée en 2006 sur 936 chantiers a révélé que 76 % des chantiers de désamiantage étaient non conformes à la réglementation. Elle a donné lieu à 86 arrêts de chantier[81].
- 2008, pour la première fois, une entreprise (Alstom) et son directeur de site sont condamnés au pénal (tribunal correctionnel de Lille) pour avoir exposé leurs salariés à l'amiante.
- En 2009, Guy Lefrand publie un rapport d'information de l'Assemblée nationale sur la Prise en charge des victimes de l'amiante[110], qui évoque notamment la surveillance médicale post-professionnelle, le dépistage précoce et des « certificats d’exposition à l’amiante rarement délivrés », les médecins du travail rencontrant eux-mêmes « des difficultés pour remplir ces attestations ». Le rapporteur note aussi que les recommandations de la conférence de consensus de 1999 ne sont toujours pas suivies d'effet quant à l'examen de référence qui ne devrait plus être une radiographie, mais un scanner thoracique, alors que les progrès techniques (PET-scan ; scanner à très haute résolution) permettent de limiter l’exposition aux radiations lors de cet examen.
- En 2010, la Haute Autorité de santé (HAS) a organisé une audition publique sur le « suivi post-professionnel (SPP) après exposition à l’amiante » avec comme objectif de faire un état des lieux des connaissances et d’émettre des recommandations destinées aux pouvoirs publics et aux professionnels concernant le contenu et l’organisation de ce suivi. La commission d’audition a constaté l’inadéquation des examens médicaux prévus par la réglementation pour le suivi post-professionnel après exposition à l’amiante. L’examen de référence désormais recommandé pour le diagnostic des pathologies pleuropulmonaires associées à une exposition à l’amiante est l’examen tomodensitométrique (TDM) thoracique (généralement appelé scanner). La Commission d’Audition recommande qu’un examen TDM thoracique soit proposé à toutes les personnes ayant été exposées à l’amiante de manière active pendant au moins un an. Cette proposition devra être accompagnée d’une information complète sur les bénéfices attendus et les risques encourus et permettant aux personnes de décider librement de bénéficier ou non de l’examen proposé[111].
- 3 juin 2011, un décret[112] restructure la part réglementaire du code de la santé publique relative à la prévention des risques liés à l'amiante dans les immeubles bâtis, pour mieux protéger les résidents ou personnes circulant ou travaillant dans des immeubles où de l'amiante serait présent.
- En 2012, le 23 février, un arrêté précise la formation des travailleurs à la prévention du risque amiante (pour le désamiantage – sous-section 3 du Code du travail et pour les personnes intervenant sur des produits amiantés ou à proximité des produits amiantés – Sous-section 4 du code du travail en France).

Le 4 mai, un décret divise par dix les valeurs limites d'exposition professionnelle -100 fibres par litre d'air. Il précise les moyens de contrôle et de mesures d'empoussièrement (microscopie électronique à transmission) et les stratégies de prélèvement.

En décembre, trois arrêtés précisent les conditions de repérage des matériaux et produits contenant de l'amiante (arrêtés du 12 décembre = liste A : flocages, calorifugeages et faux plafonds ; et liste B : autres composants d'éléments amiantés à l'intérieur et extérieur des immeubles bâtis) et la réalisation du dossier technique amiante. Un arrêté du 21 décembre 2012 fixe les procédures, critères et conditions de délivrance de la certification des entreprises réalisant les travaux d’encapsulage et de retrait d’amiante ou d’articles en contenant. Il fixe aussi la procédure d’accréditation des organismes certificateurs.
- En 2013, le 7 mars, un arrêté précise le choix, l'entretien et la vérification des équipements de protection individuelle utilisés lors des opérations comportant un risque d'exposition à l'amiante.

En juin, la Fédération des services Énergie Environnement (Fedene) a signé une convention avec la Direction générale du travail (DGT), la Caisse nationale de l'assurance maladie des travailleurs salariés (CNAMTS), la Caisse régionale d'assurance maladie d'Île-de-France (CRAMIF), et l'Institut national de recherche et de sécurité pour la prévention des accidents du travail et des maladies professionnelles (INRS) pour aider les entreprises à respecter la réglementation (communiqué commun) dont via une campagne de mesures d'empoussièrement.
- En 2014, un rapport du Haut Conseil de la santé publique (HCSP) basé sur les données de l'Institut de veille sanitaire (InVS), estime à cent mille le nombre de morts attendus de 2009 à 2050, 50 000 à 75 000 cancers du poumon seraient dus à l'amiante entre 2009 et 2050, plus 18 000 à 25 000 décès faisant suite à un mésothéliome. S'y ajouteront les cas de cancers du larynx ou des ovaires induits par l'amiante (responsabilité confirmée par le CIRC en 2009). Selon l'InVS, 61 000 à 118 000 décès, de 1995 et 2009, ont déjà été causés par l'amiante (25 000 à 36 000 par mésothéliome et 36 000 à 82 000 par cancer pulmonaire à la suite d'une exposition professionnelle à l'amiante). L'Association nationale de défense des victimes de l'amiante (Andeva) demande une réduction du seuil à 0,5 fibre par litre d'air[115].

En décembre 2014, un « Plan recherche et développement amiante » (PRDA) de trois ans est annoncé pour l'automne 2015, incluant des appels à projets ;
- En 2015, ce PRDA, doté de vingt millions d'euros, est lancé[117], présenté complémentaire du programme PACTE (Programme d'action pour la qualité de la construction et la transition énergétique) par le ministère du Logement. Il est piloté par Alain Maugard. Une R&D à « maturité lente » est confiée au Centre scientifique et technique du bâtiment (CSTB) pour de nouveaux procédés espérés en trois ou quatre ans[117] ;
- En 2016, la présence d’amiante doit être recherchée avant toute intervention sur des matériaux, des équipements, des matériels ou des articles susceptibles d’exposer des travailleurs à l’amiante[118]. En octobre, une « commission d'évaluation technique » de professionnels (CAPEB, FFFB, etc.) et d’experts scientifiques du bâtiment est instituée pour créer de nouveaux outils de caractérisation du risque amiante[117] ; « mesurer les fibres d'amiante dans l'air ; gratter et enlever l'amiante ; gérer les déchets et enfin répondre à la problématique de l'inertage pour les rendre moins dangereux » et selon la ministre Emmanuelle Cosse en 2016 : « sensibiliser tous les acteurs du bâtiment ». En septembre, le PRDA avait reçu environ deux cents appels à manifestation d'intérêt (AMI) concernant des innovations telles que « gel médical, robot, mesureur de la fibre en temps réel »[117].

Trois millions de logements HLM sont encore potentiellement concernés avec un « surcoût » estimé en 2016) à « 2,3 milliards d'euros par an pendant les dix prochaines années pour le seul secteur du logement, qui ne représente lui-même qu'environ 10 % du parc construit en France », selon Raphaël Besozzi, responsable du Département Prescriptions techniques et des Politiques patrimoniales à l'USH. Ce coût équivaut, en effet, au coût de la construction. Désamianter tout ce parc nécessiterait d'investir 15 milliards d'euros. En 2016, le prix moyen d'un désamiantage complet d’appartement varie de 40 000 à 60 000 euros selon la superficie ; le retrait d’un revêtement de sol amianté dans un appartement coûte de 20 000 à 60 000 euros. Un « prêt amiante » a été créé en 2014 par Sylvia Pinel pour aider les HLM, pour lequel un déplafonnement de 10 000 à 40 000 euros a été sollicité par l’USH.
- En 2017, le 27 janvier, une Commission nationale d'évaluation des innovations dans le domaine de l'amiante dans le bâtiment est créée par décret, regroupant des experts (bénévoles) de haut niveau, qui formulent des avis et recommandations sur trois sujets :
  - la détection et la mesure de l'amiante dans l'air et dans les matériaux ;
  - la gestion des opérations de travaux et des interventions en présence d'amiante ;
  - la gestion des déchets amiantés[119].

#### Royaume-Uni
- Une des premières découvertes sur la nocivité de l’amiante est faite par Lucy Deane Streatfeild en 1898, alors inspectrice du travail pour le gouvernement : elle en fait étudier la poussière et fait le lien entre la présence de ces particules dans l’environnement des travailleurs et leurs effets sur la santé[120],[121].
- Le docteur Montague Murray observe le premier cas de maladie des poumons due à l’amiante en 1899 ; il signale en 1906 la mort suspecte de plusieurs travailleurs de l’amiante.
- En 1931, une réglementation est mise en place pour protéger les travailleurs. Des études ont été faites dans les années 1950 et 1960, pour étudier la toxicologie de l’amiante.
- 1971 : Réunion de Londres. Les industriels américains et européens, qui développent des centaines d'applications de la fibre ignifuge, se réunissent à Londres lorsque des études scientifiques pointent sa nocivité. « Les pressions vont s'accroître à plus ou moins long terme, redoute l'organisateur de la conférence, préparez votre défense »[122].

#### Suisse

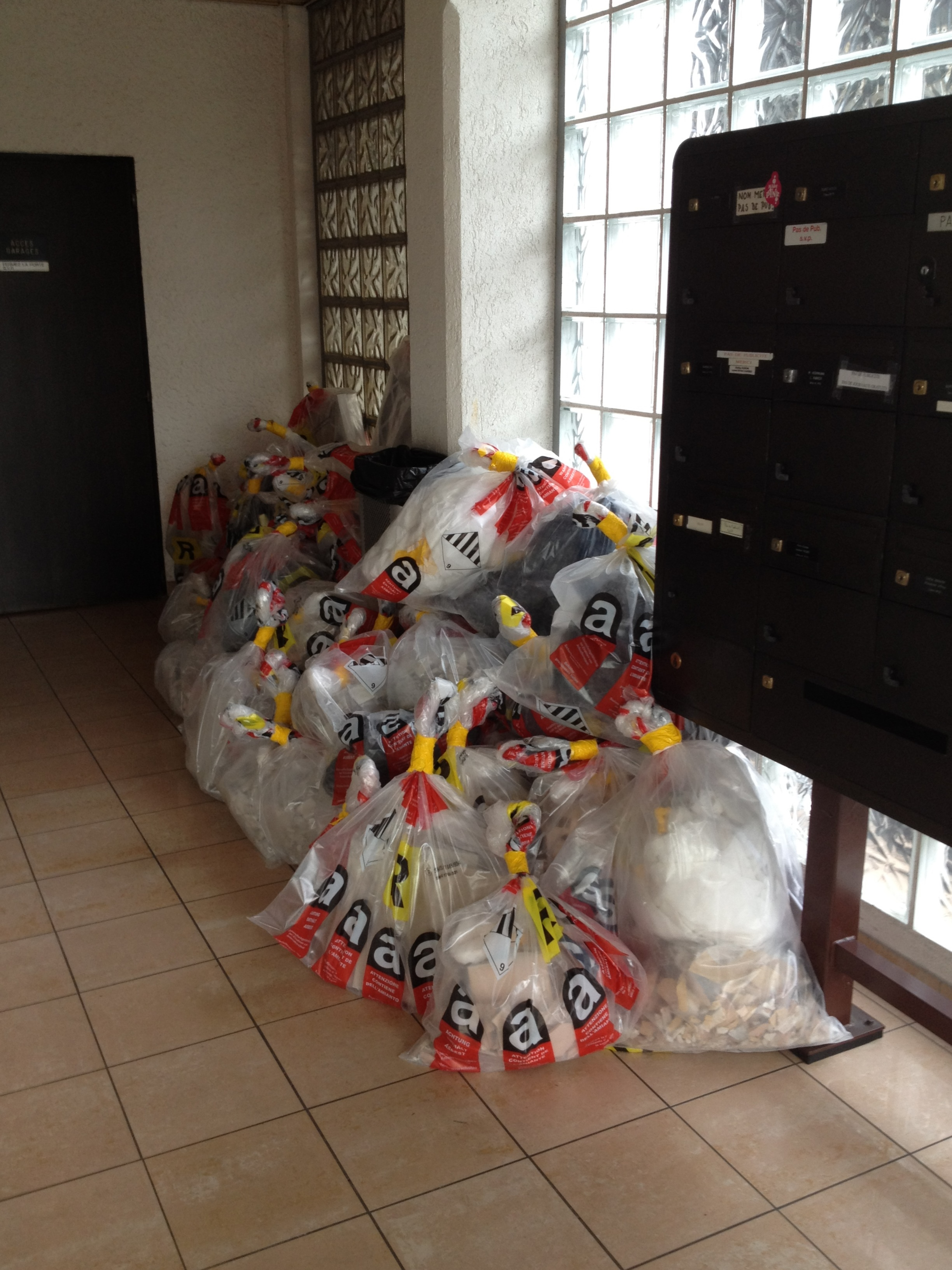
Déchets d'amiante d'un immeuble à Genève.

- 1939 : première reconnaissance de l'asbestose comme maladie professionnelle.
- 1940 : introduction ponctuelle d'examens médicaux pour les personnes exposées professionnellement.
- 1953 : intégration de l'asbestose dans la liste des maladies professionnelles et réduction des valeurs limites.
- 1959 : réduction importante des valeurs limites.
- 1971 : reconnaissance du mésothéliome comme maladie professionnelle.
- 1975 : interdiction des isolants en amiante floqué.
- 1990 : interdiction d'utilisation de l'amiante en Suisse, période transitoire jusqu'à 1994[123].

Chaque année en Suisse, une centaine de personnes décèdent parce qu’elles ont inhalé de la poussière d’amiante dans le cadre de leur travail ou de particuliers qui pratiquent du bricolage, principalement lors de travaux de transformation de bâtiments construit avant 1990-1994. Alarmé par ce constat, la Suva, (Caisse nationale suisse d'assurance en cas d'accidents) sensibilise les travailleurs au dangers de l'amiante, en ayant édité une brochure intitulée Identifier et manipuler correctement les produits contenant de l'amiante.

#### International
La Réunion de Rome, en octobre 2008, n'a pas inscrit l'amiante chrysotile dans la liste des produits chimiques dangereux établie par la Convention de Rotterdam. L'Inde, le Pakistan, le Viêt Nam, les Philippines et le Canada se sont opposés à cette inscription,.

### Filmographie
- Les Sentinelles est un film documentaire français réalisé par Pierre Pézerat, sorti en 2017, qui retrace le combat judiciaire mené par des ouvriers victimes[127] de l'amiante et un ouvrier agricole[128].